# Walkabout
Walkabout är namnet på den rit som aboriginer i Australien går igenom för att bli vuxna. Den innebär en vistelse i ödemarken som kan vara flera veckor.